# Takayuki Fukuda
 (septembre 2009).
Améliorez-le ou discutez des points à vérifier. 
Pour les articles homonymes, voir Fukuda.
Takayuki Fukuda (en japonais : 福田孝行), né le 15 mars 1981 à Hikari (Yamaguchi), est un tueur japonais.

## Le meurtre
En 14 avril 1999, Fukuda entra chez les Motomura, à la ville de Hikari (Préfecture de Yamaguchi), en se faisant passer pour un plombier voulant examiner des vannes. Fukuda essaya de violer Yayoi Motomura (本村弥生, 23 ans). Mais comme Yayoi résistait, Fukuda tua Yayoi en l'étranglant, et viola son cadavre. Mais Yuka (本村夕夏, 1 an), la fille de Yayoi a commencé de pleurer. Comme Fukuda avait peur que ce bruit attire l'attention, il la tua en l'étranglant avec un bout de ficelle. Après avoir tué Yuka, Fukuda cacha les cadavres dans une penderie et vola le portefeuille de Yayoi.
Fukuda s'absentât sans préavis de son travail (une compagnie d'eau) pour ce crime.
Fukuda fut arrêté le 18 avril, 4 jours après les meurtres.

## Le procès
Le 22 mars 2000, le tribunal régional de Yamaguchi a condamné Fukuda aux travaux forcés à perpétuité. Le tribunal justifia son verdict par le fait que le crime de Fukuda est horrible, mais que Fukuda était un mineur avec un passé familial douloureux (sa mère s'était suicidée), et que le jugement devait en tenir compte.
Mais Hiroshi Motomura (本村洋), mari de Yayoi mentionna au tribunal :
«  司法に絶望した。早く被告を社会に出してほしい。私がこの手で殺す。
→"Je suis désespéré de la justice. Libérez-le vite. Je vais le tuer moi-même."  »
Cette phrase provoqua une grande controverse, et le procureur fit appel.
Le procès d'appel s'ouvrit au tribunal supérieur de Hiroshima. Le problème était une lettre que Fukuda avait envoyé à un ami. Dans cette lettre, Fukuda avait méprisé Hiroshi (le mari de Yayoi). Le procureur revendiqua que Fukuda n'avait pas changé et demanda une condamnation à mort. Mais l'avocat de Fukuda insista sur l'instabilité émotive de Fukuda et la possibilité d'une réhabilitation.
Le 14 mars 2002, le tribunal supérieur de Hiroshima régla le jugement du tribunal régional, condamnant Fukuda aux travaux forcés à perpétuité. Le procureur fit appel une deuxième fois.
Le 20 juin 2006, le tribunal suprême accepta l'appel, et renvoya l'affaire au tribunal supérieur de Hiroshima. Finalement, 22 avril 2008, le tribunal supérieur de Hiroshima condamna Fukuda à la peine de mort, et les avocats de Fukuda firent appel,,.

## La mention du nom
Le nom de Fukuda n'était pas connu, car la loi l'interdit. Mais Hiroshi a écrit un essai sur le meurtre à Sincho hebdomadaire (週刊新潮) le 28 mars 2000. Selon Hiroshi, plusieurs journalistes ont pris contact avec lui pour publier des articles sur le meurtre, mais seul Sincho a accepté sa condition i : la publication du nom et de la photo du meurtrier Fukuda.
Le bureau judiciaire de Tokyo protesta du fait que cette publication était une violation des droits de l'homme, et que le journal devait s'excuser. Hiroshi réfuta à l'accusation que la requête d'excuses doit être présentée à Hiroshi lui-même, parce que c'est Hiroshi qui a fait publier le nom et la photo de Fukuda, pas le journal. Et Hiroshi revendiqua aussitôt que ceci était une violation des droits de l'homme.
En octobre 2009, un livre est publié utilisant donc le vrai nom de Fukuda dans son titre(福田君を殺して何になる). L'avocat de Fukuda engagea un procès de disposition provisoire pour empêcher la publication de ce livre, mais le perdit,.